# Solista (balletto)
Nel balletto, un solista è un ballerino di una compagnia di balletto sopra il corpo di ballo ma sotto il ballerino principale. Vi è anche il primo solista.
I ballerini di questo livello eseguono la maggior parte dei ruoli solisti e minori in un balletto, come Mercutio in Romeo e Giulietta o una delle Fate in La bella addormentata.